# 409-й окремий стрілецький батальйон (Україна)
409-й окремий стрілецький батальйон (409 ОСБ) — військовий підрозділ у складі Сухопутних військ Збройних сил України. Входить до складу ОК «Південь». Батальйон створено в лютому 2023 року.

## Історія
У лютому 2024 року 110-та бригада опублікувала допис, згідно з яким 409-й батальйон брав участь у обороні Авдіївки.
З 6 серпня 2024 батальйон бере участь в Курській операції. Батальйон тримав оборону в районі Ольгівки, Жаболовки, Дуровки й Вітряного.

## Командування
- майор Андрій Підлісний[3]

## Символіка
На емблемі батальйону в блакитному полі перехрещено дві золоті рушниці, під якими зображено срібний човен.

## Співпраця з волонтерами
У квітні 2024 року громадська організація «Справа Громад» та Фонд Порошенка передали підрозділу спецтехніку, дрони та зарядні станції.
У травні 2024 року благодійний Фонд «Повернись живим» та британський історик, професор Оксфордського університету Тімоті Ґартон Еш передали бійцям батальйону дрони та нічну оптику.

## Вшанування
У квітні 2024 року одну з вулиць селища Антонівка Херсонського району Херсонської області перейменували на вулицю 409-го Батальйону.